# 엘리자의 내일
《엘리자의 내일》(루마니아어: Bacalaureat, 영어: Graduation)은 2016년에 제작된 루마니아의 영화이다. 크리스티안 문지우가 감독, 각본, 제작을 맡았다. 2016 칸 영화제 황금종려상 경쟁 부문 후보였으며, 크리스티안 문지우 감독은 올리비에 아사야스 감독과 함께 감독상을 공동 수상했다.

## 출연

### 주연
- 애드리언 티티에니
- 마리아 빅토리아 드래거스

### 조연
- 리아 버그나
- 말리나 마노비치
- 블라드 이바노브
- 엠마누엘 파르부
- 릴리아나 모카누
- 애드리언 반시카

## 기타
- 공동제작: 파스칼 코체튜스
- 공동제작: 장 피에르 다르덴
- 공동제작: 뤽 다르덴
- 공동제작: 장 라바디
- 공동제작: 빈센트 마라블
- 공동제작: 그레고르 소랫
- 미술: 시모나 파두레투
- 세트: 앤카 페르자
- 의상: 브란두사 론
- 배역: 카탈린 도디아
- 배역: 플로리엘라 그라피니